# 우카이 료타
우카이 료타(일본어: 鵜飼 亮多, 1996년 5월 28일 ~ )는 일본의 축구 선수이다.

## 구단 경력
과거 더스파구사쓰 군마에서 활동하였다.